# Phillip Tomanov
Phillip Tomanov dit Toby Toman est un batteur britannique ayant joué pour de nombreux groupes dont The Durutti Column ou Primal Scream.

## Biographie
Originaire de Wythenshawe, il rencontre à l'école Ed Garrity et Pete Crooks avec lesquels il forme le groupe Wild Ram et sont rejoints peu après par Vini Reilly. En 1977, le groupe qui désormais se nomme The Nosebleeds (en) sort le single Ain't Bin To No Music School mais Garrity et Reilly le quittent. Ils sont alors remplacés par Morrissey et Billy Duffy (en). 
Après la séparation de The Nosebleeds, Toby Toman rejoint Ludus (en), le groupe de Linder Sterling mais, en 1980, il reforme un nouveau groupe avec les membres de The Nosebleeds, Pete Crooks et Vini Reilly, The Durutti Column qui sort en janvier l'album The Return of the Durutti Column. 
Toman quitte de nouveau le groupe pour devenir le batteur de The Invisible Girls avec John Cooper Clarke et Nico. Après cinq années avec Nico, il devient le batteur de Blue Orchids (en) puis celui de Primal Scream pour notamment les albums Screamadelica et Give Out But Don't Give Up. 